# Buth
Leo De Budt of kortweg Buth (Den Haag, 19 februari 1919 – Gent, 25 oktober 2010) was een Belgische striptekenaar, vooral bekend vanwege zijn stripreeks Thomas Pips en de zoekplaten rond Pips en de Ronde van Frankrijk, waarin muizen verstopt zitten.

## Biografie

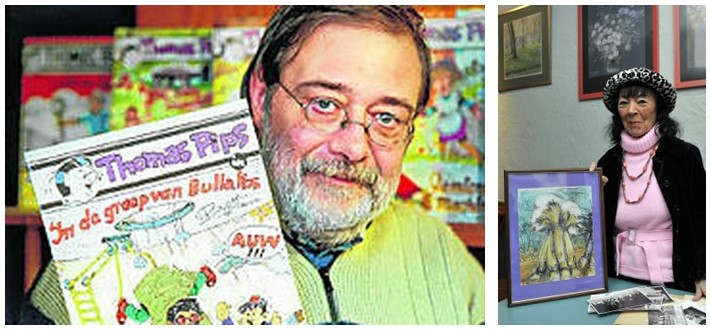
Leo De Budt en zijn vrouw Germaine De Corte

Als zoon van kunstschilder en academieleraar Victor De Budt (1886-1965) ging Leo in de leer bij de kunstenaar Frits Van den Berghe, die onder meer illustrator was bij de krant Vooruit.
Thomas Pips verscheen in de Gentse krant Het Volk van 1946 tot 1982. In de krant zelf maar ook in haar andere uitgaven zoals 't Zondagsblad, de jeugdbijlage 't Kapoentje en in de speciale Toureditie.
Naast het maken van tekeningen tijdens processen aanvaardde Buth opdrachten voor onder meer John Flanders, tekende hij posters rond (bekende) figuren en werkte aan beeldverhalen op vraag van verschillende opdrachtgevers. Hij was niet alleen tekenaar maar soms ook scenarioschrijver voor andere uitgevers en collega's.
Zijn vrouw Germaine De Corte was kunstenares en stond bekend onder de pseudoniemen Iko Anaka en Manja. Zij overleed in 2014 op 93-jarige leeftijd. Ze liggen naast mekaar begraven op het kerkhof van Campo Santo te Sint-Amandsberg.